# Список рыб Амура
В реке Амур ихтиофауна представлена 137 видами видами рыб и рыбообразных (миноги). Большинство ученых отмечают реликтовый характер ихтиофауны Амура. Многие виды рыб встречающиеся в Амуре были широко распространены в водоёмах Сибири, но вымерли в результате наступления ледника. Ниже приведен перечень рыб отмеченных в бассейне реки Амур по состоянию на 2019 год.
- Отряд Petromyzontiformes Berg, 1940 — Миногообразные
  - Семейство Petromyzontidae Bonaparte, 1832 — Миноговые
    - Lethenteron camtschaticum (Tilesius, 1811) — Минога тихоокеанская
    - Lethenteron reissneri (Dybowski, 1869) — Минога дальневосточная ручьевая
- Отряд Acipenseriformes Berg, 1940 —Осетрообразные
  - Семейство Acipenseridae Bonaparte, 1831 — Осетровые
    - Acipenser baerii Brandt, 1869 — Осётр сибирский
    - Acipenser gueldenstaedtii Brandt et Ratzeburg, 1833 — Осётр русский
    - Acipenser mikadoi Hilgendorf, 1892 — Осётр сахалинский
    - Acipenser ruthenus Linnaeus, 1758 — Стерлядь
    - Acipenser schrenckii Brandt, 1869 — Осётр амурский
    - Huso dauricus (Georgi, 1755) — Калуга
    - Polyodon spathula (Walbaum, 1792) — Веслонос
- Отряд Cypriniformes Bleeker, 1859 — Карпообразные
  - Семейство Cyprinidae Fleming, 1822 — Карповые
    - Acheilognathus chankaensis (Dybowski, 1872) — Горчак ханкайский колючий
    - Acanthorhodeus asmussii (Dybowski, 1872) — Горчак амурский колючий
    - Acanthorhodeus macropterus (Bleekker, 1871) — Горчак колючий желтопёрый
    - Rhodeus amurensis (Vronsky, 1967) — Горчак амурский
    - Rhodeus mantschuricus Mori, 1934 — Горчак маньчжурский
    - Rhodeus ocellatus (Kner, 1866) — Горчак глазчатый
    - Rhodeus sericeus (Pallas, 1776) — Горчак амурский обыкновенный
    - Puntius semifasciolatus (Günther, 1868) — Пунтиус зелёный
    - Squaliobarbus curriculus (Richardson, 1846) — Голавль усатый
    - Ctenopharyngodon idella (Valenciennes, 1844) — Амур белый
    - Mylopharyngodon piceus (Ricardson, 1846) — Амур чёрный
    - Chanodichthys abramoides (Dybowski, 1872) — Горбушка лещевидная
    - Chanodichthys dabryi (Bleeker, 1871) — Горбушка дабри
    - Chanodichthys erythropterus (Basilewsky, 1855) — Обыкновенный верхогляд
    - Chanodichthys mongolicus (Basilewsky, 1855) — Краснопёр монгольский
    - Chanodichthys oxycephalus (Bleeker, 1871) — Горбушка обыкновенная
    - Culter alburnus Basilewsky, 1855 — Уклей
    - Hemiculter leucisculus (Basilewsky, 1855) — Востробрюшка корейская
    - Hemiculter lucidus (Dybowski, 1872) — Востробрюшка уссурийская
    - Hemiculter varpachovskii Nikolsky, 1904 — Востробрюшка варпаховского
    - Megalobrama mantschuricus (Basilewsky, 1855) — Лещ чёрный амурский
    - Parabramis pekinensis (Basilewsky, 1855) — Лещ амурский белый
    - Carassius auratus (Linnaeus 1758) — Карась китайский
    - Carassius gibelio (Bloch, 1782) — Карась серебряный
    - Cyprinus carpio Linnaeus 1758 — Сазан европейский
    - Cyprinus rubrofuscus Lacepède, 1803 — Сазан амурский
    - Abbottina rivularis (Basilewsky, 1855) — Абботтина речная, или амурский лжепескарь
    - Gnathopogon mantschuricus (Berg, 1914) — Пескарь чебаковидный
    - Gobio cynocephalus Dybowski, 1869 — Пескарь амурский обыкновенный
    - Gobio soldatovi Berg, 1914 — Пескарь солдатова
    - Gobio tungussicus (Borisov, 1928) — Пескарь ленский
    - Gobiobotia pappenheimi Kreyenberg, 1911 — Пескарь восьмиусый
    - Hemibarbus labeo (Pallas, 1776) — Конь-губарь
    - Hemibarbus maculatus Bleeker, 1871 — Конь пятнистый
    - Ladislavia taczanowskii Dybowski, 1869 — Ладиславия , или Владиславия
    - Microphysogobio amurensis (Taranetz, 1937) — Пескарь амурский носатый
    - Microphysogobio anudarini Holcik & Pivnicka, 1969 — Пескарь носатый анударина
    - Pseudorasbora parva (Temminck et Schlegel, 1846) — Чебачок амурский
    - Romanogobio tenuicorpus (Mori, 1934) — Пескарь амурский белопёрый 
    - Sarcocheilichthys czerskii  (Berg, 1914) — Пескарь-губач Черского
    - Sarcocheilichthys soldatovi  (Berg, 1914) — Пескарь-губач Солдатова
    - Sarcocheilichthys lacustris (Dybowski, 1872) — Пескарь-лень
    - Saurogobio dabryi Bleeker, 1871 — Пескарь ящерный, или Пескарь длиннохвостый колючий
    - Squalidus chankaensis Dybowski, 1872 — Пескарь ханкайский
    - Squalidus mantschuricus (Mori, 1927) — Сквалидус маньчжурский
    - Elopichthys bambusa (Richardson, 1845) — Желтощёк
    - Hypophthalmichthys molitrix (Valenciennes, 1844) — Толстолобик белый
    - Hypophthalmichthys nobilis (Richardson, 1845) — Толстолобик пёстрый
    - Leuciscus waleckii (Dybowskii, 1869) — Язь амурский (чебак)
    - Phoxinus phoxinus (Linnaeus, 1758) — Гольян обыкновенный
    - Rhynchocypris czekanowskii Dybowski, 1869 — Гольян Чекановского
    - Rhynchocypris percnurus (Pallas, 1814) — Гольян озёрный
    - Rhynchocypris lagowskii (Dybowski, 1869) — Гольян Лаговского
    - Rhynchocypris oxycephalus (Sauvage et Dabry de Thiersant, 1874) — Гольян китайский
    - Pseudaspius leptocephalus (Pallas, 1776) — Жерех амурский плоскоголовый, или Краснопёр
    - Tribolodon hakonensis (Günther, 1877) — Краснопёрка крупночешуйная
    - Aphyocypris chinensis Günter, 1868 — Верховка китайская
    - Ochetobius elongatus (Kner, 1867) — Охетобиус
    - Opsariichthys bidens (Gunther, 1873) — Трегубка китайская
    - Plagiognathops microlepis (Bleeker, 1871) — Желтопёр мелкочешуйный
    - Xenocypris macrolepis (Bleeker, 1871) — Подуст-чернобрюшка , или Крупночешуйчатый желтопер

  - Семейство Cobitidae Swainson, 1839 — Вьюновые
    - Cobitis choii Kim et Son, 1984 — Щиповка Чоя
    - Cobitis lutheri Rendahl, 1935 — Щиповка Лютера
    - Cobitis melanoleuca Nichols, 1925 — Щиповка сибирская
    - Parabotia mantschuricus (Berg, 1907) — Парабоция маньчжурская
    - Misgurnus nikolskyi Vasil’eva, 2001 — Вьюн никольского
    - Misgurnus mohoity (Dybowski, 1869) — Вьюн змеевидный
    - Paramisgurnus dabryanus Dabry de Thiersant, 1872 — Вьюн Дабри

  - Семейство Nemacheilidae Regan, 1911 — Гольцовые
    - Barbatula toni (Dybowski, 1869) — Голец-усач сибирский
    - Barbatula barbatula — Голец обыкновенный
    - Lefua costata (Kessler, 1876) — Лефуа
    - Lefua pleskei (Herzenstein, 1887) — Лефуа Плеске
- Отряд Siluformes Cuvier, 1816 — Сомобразные
  - Семейство Bagridae Bleeker, 1858 — Косатковые
    - Tachysurus brashnikowi (Berg, 1907) — Косатка Бражникова
    - Tachysurus herzensteini (Berg, 1907) — Косатка Герценштейна
    - Tachysurus argentivittatus (Regan, 1905) — Косатка-крошка
    - Tachysurus sinensis Lacepède, 1803 — Косатка-скрипун китайская
    - Tachysurus ussuriensis (Dybowski, 1872) — Косатка-плеть

  - Семейство Ictaluridae Gill, 1861 — Икталуровые
    - Ictalurus punctatus (Rafinesque, 1818) — Сом канальный

  - Семейство Siluridae Rafinesque, 1815 — Сомовые
    - Silurus asotus Linnaeus, 1758 — Сом амурский
    - Silurus soldatovi (Nikolsky et Soin, 1948) — Сом Солдатова
- Отряд Esociformes Johnson et Patterson, 1996 — Щукообразные
  - Семейство Esocidae Rafinesque, 1815 — Щуковые
    - Esox reichertii Dybowski, 1869 — Щука амурская
- Отряд Osmeriformes López et al., 2004 — Корюшкообразные
  - Семейство Osmeridae Regan, 1913 — Корюшковые
    - Hypomesus olidus (Pallas, 1814) — Корюшка обыкновенная малоротая
    - Hypomesus nipponensis McAllister, 1963 — Корюшка японская малоротая
    - Osmerus dentex Steindachner & Kner, 1870 — Корюшка азиатская зубатая

  - Семейство Salangidae Gill, 1913 — Саланксовые
    - Protosalanx chinensis (Basilewsky, 1855) — Рыба-лапша китайская
    - Salangichthys microdon Bleeker, 1860 — Рыба лапша
- Отряд Salmoniformes Johnson et Patterson, 1996 — Лососеобразные
  - Семейство Coregonidae Cope, 1872 — Сиговые
    - Coregonus chadary Dybowski, 1869 — Сиг-хадары
    - Coregonus migratorius (Georgi, 1775) — Омуль байкальский
    - Coregonus peled (Gmelin, 1789) — Пелядь
    - Coregonus ussuriensis Berg, 1906 — Сиг амурский 

  - Семейство Thymallidae Gill, 1884 — Хариусовые
    - Thymallus grubii Dybowski, 1869 — Хариус амурский
    - Thymallus tugarinae Knizhin, Antonov Safronov et Weiss, 2007 — Хариус нижнеамурский
    - Thymallus baicalolenensis Matveev, Samusenok, Pronin et Tel’pukhovsky, 2005 — Хариус байкалоленский
    - Thymallus burejensis Antonov, 2004 — Хариус буреинский
    - Thymallus flavomaculatus Knizhin, Antonov et Weiss, 2006 — Хариус желтопятнистый

  - Семейство Salmonidae Jarocki or Schinz, 1822 Лососевые
    - Brachymystax lenok (Pallas, 1773) — Ленок острорылый
    - Brachymystax tumensis Mori, 1931 — Ленок тупорылый
    - Oncorhynchus gorbuscha (Walbaum, 1792) — Горбуша
    - Oncorhynchus keta (Walbaum, 1792) — Кета
    - Oncorhynchus masou (Brevoort, 1856) — Сима
    - Huho taimen (Pallas, 1773) — Таймень
    - Salvelinus curilus (Pallas, 1814) — Мальма южная
    - Salvelinus leucomaenis (Pallas, 1814) — Кунджа
- Отряд Gadiformes Goodrich, 1909 — Трескообразные
  - Семейство Lotidae Bonaparte, 1835 — Налимовые
    - Lota lota (Linnaeus, 1759) — Налим
- Отряд Mugiliformes Günther, 1880 — Кефалеобразные
  - Семейство Mugilidae Jarocki, 1822 — Кефалевые
    - Mugil cephalus Linnaeus, 1758 — Лобан
- Отряд Gasterosteiformes Berg, 1940 — Колюшкообразные
  - Семейство Gasterosteidae Bonaparte, 1831 — Колюшковые
    - Gasterosteus nipponicus Higuchi, Sakai et Gotu, 2014 — Колюшка трёхиглая япономорская
    - Pungitius bussei (Warpachowski, 1887) — Колюшка девятииглая Буссе, или Обыкновенная амурская колюшка
    - Pungitius kaibarae Tanaka, 1915 — Колюшка каибары (приморская колюшка)
    - Pungitius pungitius (Linnaeus, 1758) — Колюшка девятииглая
    - Pungitius sinensis (Guishenot, 1869) — Колюшка китайская
    - Pungitius sp. — Колюшка ложносахалинская
- Отряд Scorpaeniformes Johnson et Patterson, 1993 — Скорпенообразные
  - Семейство Cottidae Bonaparte, 1831 — Рогатковые
    - Cottus szanaga Dybowski, 1869 — Подкаменщик амурский
    - Mesocottus haitej (Dybowski, 1869) — Широколобка амурская
    - Megalocottus taeniopterus (Kner, 1868) — Широколобка дальневосточная южная
- Отряд Perciformes Bleeker, 1859 —Окунеобразные
  - Семейство Percichthyidae Jordan et Eigenmann, 1890 — Перцихтовые, или лавраковые
    - Siniperca chuatsi (Basilewsky, 1855) — Окунь-ауха

  - Семейство Percidae Cuvier, 1816 — Окуневые
    - Perca fluviatilis Linnaeus, 1758 — Окунь речной
    - Sander lucioperca (Linnaeus, 1758) — Обыкновенный судак

  - Семейство Cichlidae Bonaparte, 1835 —Цихловые
    - Oreochromis mossambicus (Peters, 1852) — Тиляпия мозамбикская

  - Семейство Odontobutidae Hoese et Gill, 1933 — Головешковые
    - Micropercops cinctus (Dabry de Thiersant, 1872) — Элеотрис китайский
    - Perccottus glenii Dybowski, 1877 — Ротан-головёшка

  - Семейство Gobiidae Fleming, 1822 — Бычковые
    - Gymnogobius sp. — Бычок сунгарийский
    - Gymnogobius opperiens Stevenson, 2002 — Бычок сахалинский
    - Rhinogobius lindbergi Berg, 1933 — Бычок амурский речной
    - Rhinogobius sowerbyi Ginsburg, 1917 — Бычок носатый
    - Tridentiger bifasciatus Steindachner, 1881 — Полосатый трёхзубый бычок

  - Семейство Osphronemidae Bleeker, 1859 — Гурамиевые
    - Macropodus ocellatus Cantor, 1842 — Макропод глазчатый

  - Семейство Channidae Fowler, 1934 — Змееголовые
    - Channa argus (Cantor, 1842) — Змееголов
- Отряд Pleuronectiformes Berg, 1940 Камбалообразные
  - Семейство Pleuronectidae Rafinesque, 1815 — Камбаловые
    - Platichthys stellatus (Pallas, 1787) — Камбала звёздчатая